# Чеський інститут прикладної економіки
Чеський інститут прикладної економіки — аналітичний центр в Чехії.
Працює від 1994 р., зосереджуючись на питаннях приватизації і аналізу економічного розвитку. Будує свою роботу на комерційній основі. Фінансування на три чверті — міжнародні урядові організації. Річний бюджет — 45 тис. дол. Має 3 постійних професійних працівники і 20 — асоційованих та сумісників.